# Prodegeeria thomasi
Prodegeeria thomasi là một loài ruồi trong họ Tachinidae.